# Chubut
Chubut (em espanhol: Provincia del Chubut, pronúncia espanhola: [tʃuˈβut], em galês: Talaith Chubut) é uma província da patagônia argentina, situada entre o paralelo 42 sul (em fronteira com a província de Río Negro) e o paralelo 46 sul (em fronteira com a província de Santa Cruz), e limitada pelos Andes a oeste e pelo Oceano Atlântico ao leste. O nome da província deriva da palavra tehuelche chupat, que significa "transparente", a descrição tida na época do Rio Chubut.
Sua capital administrativa é a cidade de Rawson (cerca de 40 mil habitantes). Apesar disso, sua maior cidade é Comodoro Rivadavia, que, situada no sul da província, tem 180 mil habitantes. Outras cidades importantes são Puerto Madryn, Trelew, Esquel e Sarmiento. É um local onde se encontram muitos remanescentes da etnia indígena Mapuche (gente da terra, em Mapudungun), e muitos italianos e ingleses que lá resolveram criar latifúndios. Também existe uma colônia de imigrantes do País de Gales, que demograficamente é chamada de "Y Wladfa", centrada em Gaiman, onde parte dos descendentes desses imigrantes falam um dialeto da língua galesa.

## História

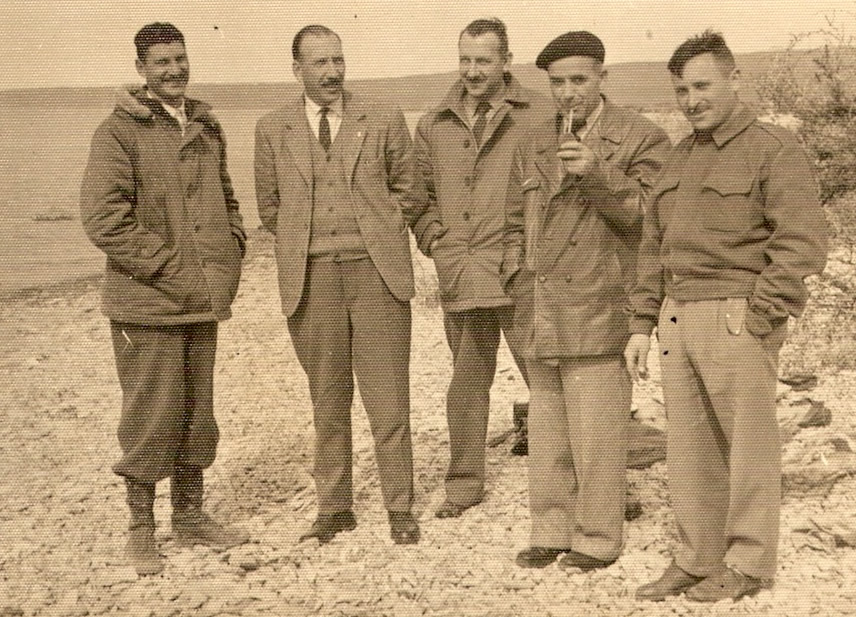
O fundador da Sociedade Geológica da Argentina, Dr. Victorio Angelelli (2ª à direita), cerca de 1950, sociedade essa cujo estudo da riqueza mineral no Chubut identificou fontes para o desenvolvimento econômico da região

Antes da chegada dos espanhóis à América, povoados nômades de indígenas Tehuelches habitaram a região da Patagônia por milhares de anos. Eles viviam como caçadores-coletores e cobriam o território em ciclos sazonais de acordo com a disponibilidade de caça.
Nos séculos 17 e 18, missionários espanhóis chegaram à área, e fundaram o Forte San José na Península Valdés. Os indígenas, mais tarde, o destruíram. 
Em 1865, galeses chegaram à região do Chubut na embarcação conhecida como Mimosa e se estabeleceram na região do vale do Rio Chubut. A região foi disputada entre Chile e Argentina até 1881. O Chile, então, renunciou seu reconhecimento da região para prevenir que a Argentina entrasse na Guerra do Pacífico (século XIX), a qual já estava disputando com o Peru e a Bolívia.
Como parte da Campanha do Deserto, a Argentina organizou na região o então chamado Território Nacional do Chubut em 1884, depois que o último cacique indígena, Inacayal se render a forças do governo. Luis Fontana foi nomeado governador. No início do século 20, depois da Guerra dos Bôeres, alguns Bôeres se estabeleceram na cidade de Sarmiento e em números menores em outras cidades próximas.
De 1895 a 1915 centenas de imigrantes espanhóis e italianos se estabeleceram na parte inferior do vale do Chubut, bem como um pouco mais de cem chilenos.
Em 1944, a parte sul da atual província do Chubut e a parte norte da atual província de Santa Cruz foram designadas a Zona Militar de Comodoro Rivadavia. A zona foi dissolvida em 1955, e Chubut foi declarada uma província. Estudos na década de 1950 revelaram o potencial em riqueza mineral da província, que o governo tentou desenvolver.
Migrações populacionais no fim do século 20, em especial as vindas de Buenos Aires, aumentaram a população em um passo constante de 190.000 (1970), para 357.000 (1991), para 413.237 (2001). O governo encorajou pessoas a se restabelecerem na província. A grande maioria dos habitantes está nas maiores cidades. Alguns também se estabelecem no entorno do Rio Chubut. A maioria das áreas tem uma densidade populacional de menos de 1 habitante por quilômetro quadrado.

## Economia
A economia do Chubut, que por um longo tempo foi uma das mais prósperas da Argentina, é uma das menos diversificadas do país. Perto de um quarto da sua receita no ano de 2006, estimada em US$ 4.652 bilhões, é oriunda da mineração e do petróleo. A contribuição desse setor (centrada principalmente nos arredores de Comodoro Rivadavia), auxiliou a província a ter a quarta maior renda per capita do país em 2011, US$ 25.250. O refino de petróleo é a principal atividade econômica da província, que gera 13% da produção de óleo da argentina (em sua maioria, utilizando extração off-shore). Em 21 de maio de 2014, Miguel Galuccio da YPF e o governador do Chubut Martin Buzzi anunciaram a primeira descoberta de um reservatório de petróleo e gás não convencional de um poço fraturado na formação D-129, do Cretácio Inferior, na baía do Golfo de San Juan. Chubut produz 21% da produção pesqueira nacional.
A ovinocultura, embora sendo menos de 50% produtiva quando comparamos os dados do século XXI com os da década de 1990, permanece importante a nível local. O advento de tecidos sintéticos que substituem a lã depois da Segunda Guerra Mundial impactou muito negativamente o setor. Houve um declínio ainda maior nesse setor devido à instabilidade política argentina e aos danos provenientes de desastres naturais. A produção de lã cresceu desde 2002, entretanto, e totalizou 71.000 toneladas em 2006.

## Geografia

### Relevo
O Chubut se estende do Atlântico ao Andes com 3 regiões ambientais diferentes: Os Andes, as planícies centrais e as regiões costeiras. Os Andes nas partes mais a Oeste da província em sua maioria se estendem ao longo da fronteira com o Chile. Os andes não são tão altos no Chubut, com a maioria dos picos ficando entre 1500 e 2000 metros (4900 e 6600 pés), se tornando menores em altitude nas partes mais ao sul da província. O ponto mais alto da província é Cerro dos Picos, localizado a leste do Lago Choilila com uma altura de 2515 metros (8251 pés). Os Andes na província são de origem terciária e separados por vales largos e fundos transversalmente que são orientados em uma direção leste-oeste. Esses vales são ocupados por lagos glaciais e rios que correm para leste das montanhas. A grande maioria desses vales existiam antes que os Andes se formassem. Os lagos, que são em sua maioria localizados nas partes a oeste da província são de origem glacial porque durante a última era glacial, o movimento das geleiras levou à formação de largas áreas de depressões que foram enchidas com água para formar os lagos dos dias de hoje.

### Clima
Os Andes fazem com que os ventos úmidos do Pacífico se elevem, fazendo assim com que a umidade precipite no lado da província que fica a oeste da cadeia andina, deixando o resto da província seca. Na região andina, o clima é frio considerando sua latitude devido às altitudes mais elevadas lá e à influência de ventos advindos do Oceano Pacífico. Os picos da região geralmente são cobertos por neve durante o ano. Nessa região, a precipitação varia de 700 mm (28 pol) a mais de 2.500 mm (98 pol) em algumas áreas. As partes centrais da província tem um clima árido com verões quentes e ensolarados, mas invernos frios e com precipitação média de 200 mm (7.9 pol) por ano. As regiões costeiras tem um clima árido ou semiárido com verões quentes e curtos e invernos frios. É a região mais amena na província com as médias anuais mais quentes. O clima da região costeira é uma transição entre o clima mais temperado ao norte e os climas mais frios ao sul.

## Aspectos geográficos
A província do Chubut limita-se ao norte com a Província de Río Negro, a leste com o oceano Atlântico, ao sul com a província de Santa Cruz e a oeste com o Chile. Ambientes diferenciados, do ponto-de-vista da morfologia do terreno e do clima, sucedem de oeste a leste. Os Andes patagônicos dificultam o acesso das massas de ar carregadas de umidade provenientes do oceano Pacífico. A aridez crescente das mesetas patagônicas determina uma cobertura vegetal de formações xerofíticas.
Combustíveis fósseis (petróleo e gás) e a lã são a base da economia. O potencial madereiro da economia se concentra nos milhões de hectares de bosques com espécies de madeiras duras e coníferas.A produção agrícola se desenvolve em três espaços com condições ambientais diferentes: na área agrícola de irrigação do vale inferior do rio Chubut (frutas, forragens e hortaliças); na zona de irrigação de Sarmiento, a mais austral do mundo (fruticultura e horticultura); e nos vales da cordilheira, de manejo misto, irrigação e seca.
O turismo é importante graças aos recursos paisagísticos da cordilheira dos Andes.

## Divisão Administrativa
A província é divida em 15 departamentos.

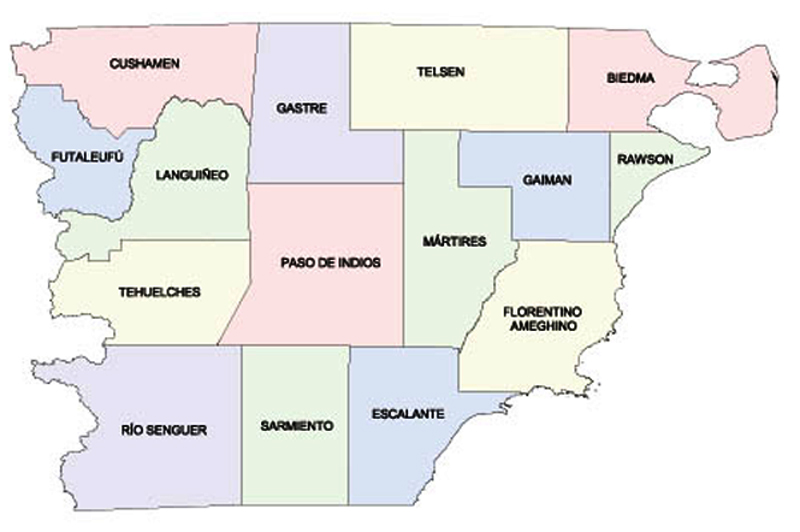
Departamentos da província de Chubut

1. Cushamen (Leleque)
2. Escalante (Comodoro Rivadavia)
3. Florentino Ameghino (Camarones)
4. Futaleufú (Esquel)
5. Gaiman (Gaiman)
6. Gastre (Gastre)
7. Languiñeo (Tecka)
8. Mártires (Las Plumas)
9. Paso de Indios (Paso de Indios)
10. Rawson (Rawson)
11. Río Senguer (Alto Río Senguer)
12. Sarmiento (Sarmiento)
13. Tehuelches (José de San Martín)
14. Telsen (Telsen)
15. Biedma (Puerto Madryn)